# Тальменка (смт)
Та́льменка (рос. Тальменка) — селище міського типу, центр Тальменського району Алтайського краю, Росія. Адміністративний центр та єдиний населений пункт Тальменської селищної ради. Один із самих больших СМТ Росії

## Населення
Населення — 18814 осіб (2010; 20061 у 2002).